# 柳沢里之
柳沢 里之（やなぎさわ さとゆき）は、越後三日市藩の第4代藩主。三日市藩柳沢家4代。

## 経歴
宝暦8年（1758年）1月13日、大和郡山藩主・柳沢信鴻の五男として生まれる。柳沢吉里の孫にあたり、その1字を取って里之と名乗る。天明2年（1782年）3月10日、先代藩主・信著が死去したため、その末期養子として家督を継いだ。
文化元年（1804年）7月24日に死去した。享年47。長男の里世が跡を継いだ。

## 系譜
父母
- 柳沢信鴻（実父）
- 柳沢信著（養父）

正室
- 武子 - 安部信允の娘

側室
- 古谷氏
- 富田氏
- 深瀬氏

子女
- 柳沢里世（長男） 生母は富田氏
- 柳沢信当（次男） 生母は古谷氏
- 柳沢信尹（三男） 生母は富田氏
- 田村長広（四男） 生母は深瀬氏
- 柳沢信古（五男）
- 鵜殿長明（六男） 生母は深瀬氏
- 三枝守業正室、のち稲葉正衡室、生母は古谷氏
- 竹腰正定正室、生母は深瀬氏
- 小笠原長栄室